# Atrax robustus
Espèce
Synonymes
- Euctimena tibialis Rainbow, 1914

Atrax robustus est une espèce d'araignées mygalomorphes de la famille des Atracidae.
Cette araignée de la région de Sydney en Australie est appelée par les anglophones « Sydney funnel-web spider » (araignée à toile-entonnoir de Sydney). Atrax robustus a la réputation d'être l'espèce d'araignée la plus dangereuse pour l'homme par son venin potentiellement mortel. Elle fait partie d'un des trois groupes d'araignées dont la morsure peut provoquer un syndrome plus ou moins grave chez l'humain, avec les Latrodectus et les Loxosceles. On dit des victimes qu'elles sont atteintes d'atraxisme, de latrodectisme ou de loxoscelisme.

## Distribution

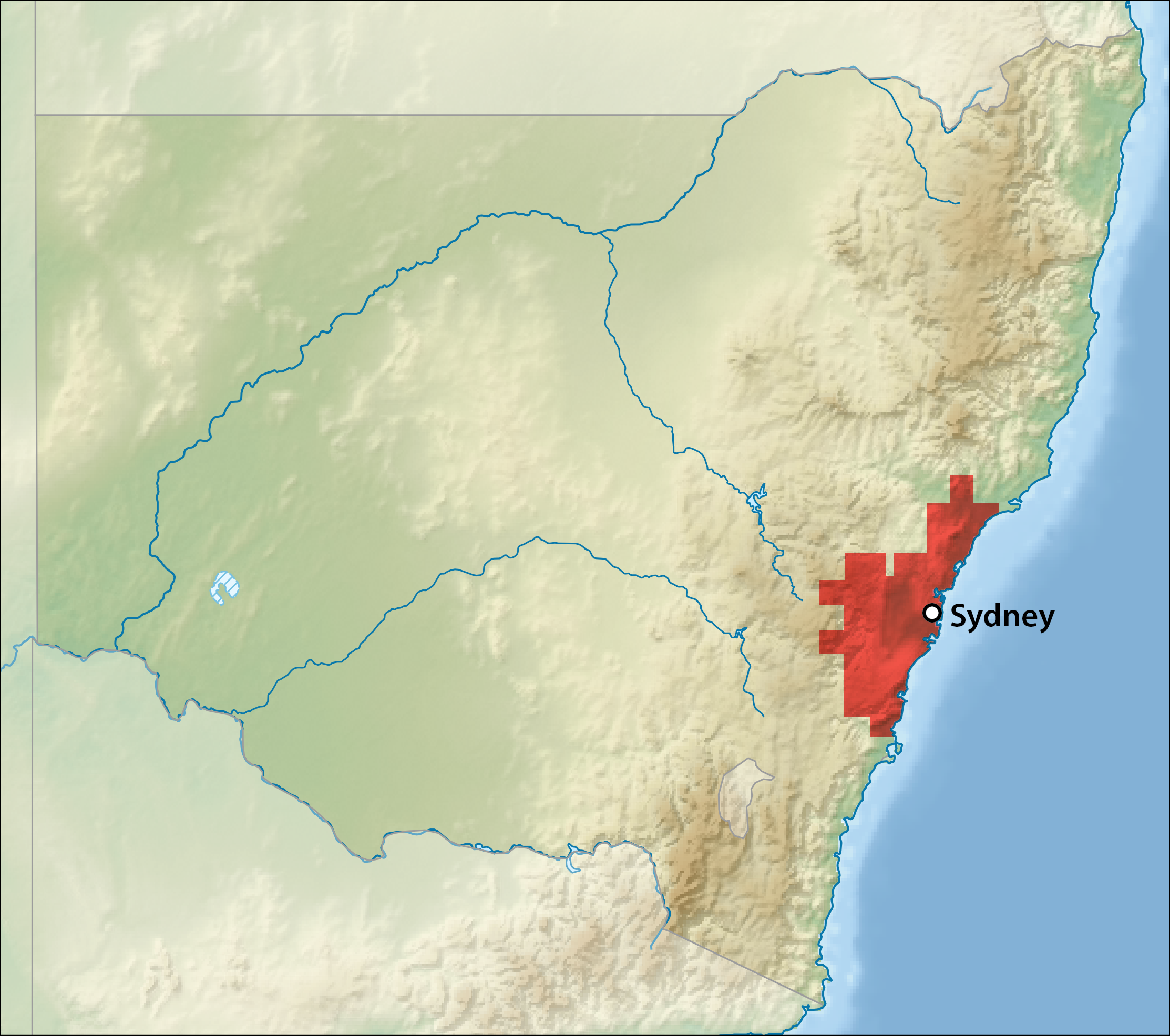
Distribution dAtrax robustus.

Cette espèce est endémique de Nouvelle-Galles du Sud en Australie. Elle se rencontre à l'Est des Montagnes Bleues de la Georges River jusqu'au lac Tuggerah. Elle est très présente dans la banlieue de Sydney.

## Habitat

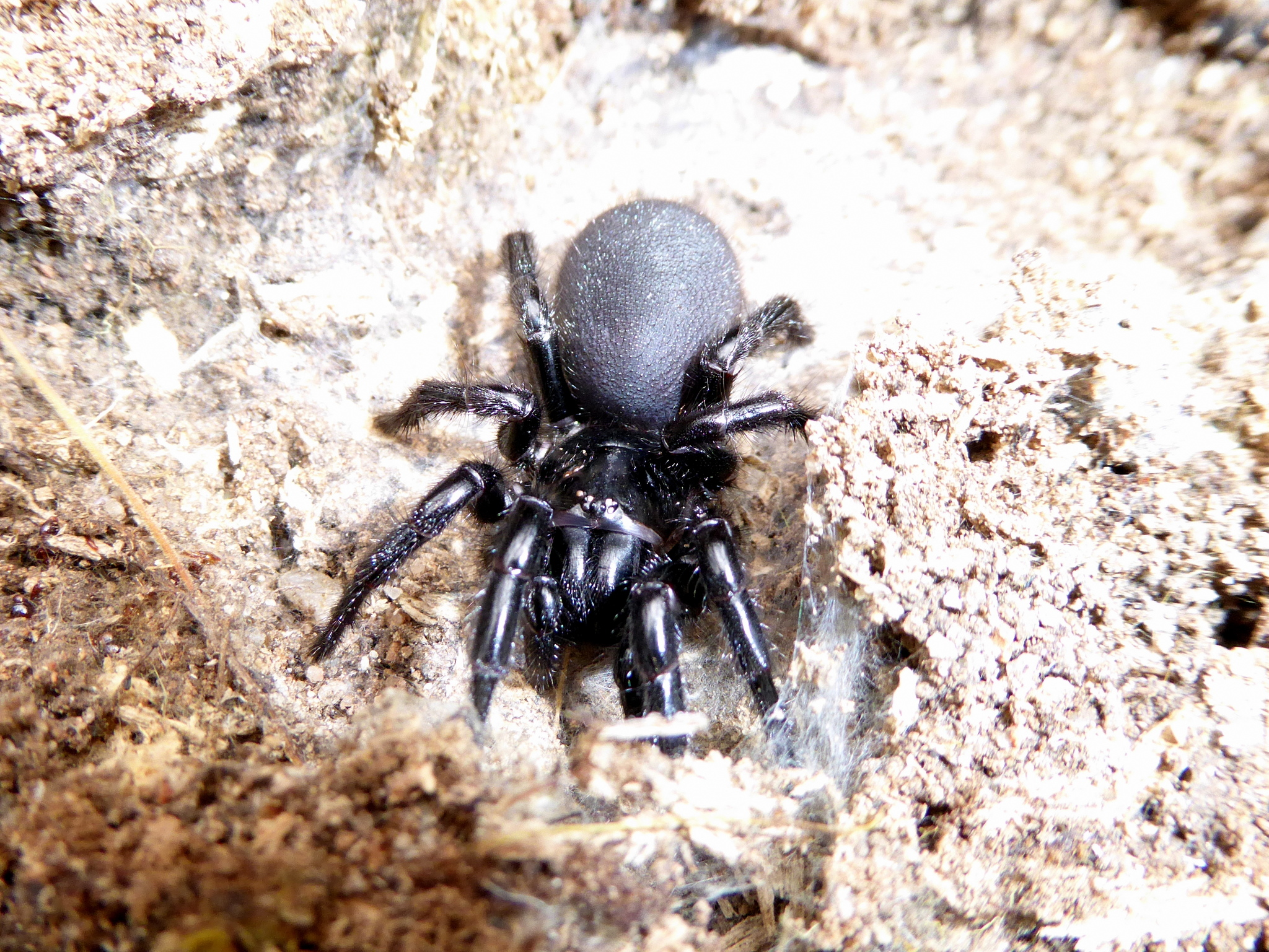
Femelle Atrax robustus tissant sa toile à l'entrée de son terrier.

Atrax robustus occupe principalement des trous déjà formés (crevasses, espaces sous des rochers) d'une profondeur d'une trentaine de centimètres. Cependant, possédant des chélicères puissantes pouvant atteindre 5 mm, elle peut tout aussi bien construire son propre habitat (terrier ou tunnel), le plus souvent au sol.
D'autres araignées à toile-entonnoir sont arboricoles, tissant leur toile à différentes hauteurs :  Hadronyche cerberea vit dans les souches, bois morts et base des troncs à moins de deux mètres du sol tandis que Hadronyche formidabilis se situe dans la canopée, jusqu'à 18 m de haut,.

## Description
La carapace du mâle décrit par Gray en 2010 mesure 10,2 mm de long sur 8,7 mm et l'abdomen 9,52 mm de long sur 7,38 mm et la carapace de la femelle mesure 12,6 mm de long sur 10,4 mm et l'abdomen 14,8 mm de long sur 12,1 mm.
Le mâle décrit par Loria, Frank, Dupérré, Smith, Jones, Buzatto et Harms en 2025 mesure 25,14 mm et la femelle 27,87 mm, les mâles mesurent de 25,14 à 29,26 mm et les femelles de 27,50 à 39,32 mm.
Atrax robustus est de couleur sombre, allant du brun au noir.
Outre leur dimension, les femelles se distinguent des mâles par la sclérotinisation de leur épigyne et par l'ouverture du sillon épigastrique. Il n'est pas possible de distinguer le sexe des juvéniles.
Les mâles atteignent leur maturité sexuelle en 2 à 5 ans, et vivent moins longtemps (6 à 7 ans) que les femelles qui peuvent dépasser les dix ans.
Atrax robustus se distingue par ses chélicères, de forte puissance, qui peuvent sans peine percer et traverser un ongle, un jean ou encore le cuir souple d'une chaussure de sport,.

## Comportement

### Alimentation
Atrax robustus se nourrit essentiellement de gros insectes et de leurs larves, de mille-pattes, d'escargots, voire d'autres araignées, et de toute créature vivante à leur portée (lézards et grenouilles de petite taille).
Cette araignée au comportement très agressif n'est mortelle que pour les primates y compris l'homme, les autres vertébrés réagissant différemment (les chiens et chats sont insensibles au venin qui est douloureux chez les souris).
Elle tapisse son terrier de soie en créant un « vestibule d'entrée ». Lorsque les proies tombent ou y pénètrent, l'araignée tapie derrière l'entrée est alertée par les vibrations des fils de soie. Ces proies sont tuées par morsure venimeuse, pour servir de nourriture à l'araignée,. La toile-entonnoir d'Atrax robustus est à une ou deux entrées (en forme de V ou de T) alors que celle de H. formidabilis en a trois ou quatre (en forme de Y ou de X),.
Le comportement de ces araignées dépend de leur micro-habitat, des proies disponibles, de la pression de leurs prédateurs, et de la densité de population. L'espèce Atrax robustus est une espèce solitaire : les individus sont en concurrence entre eux pour la nourriture et la reproduction, pouvant se livrer à des combats à mort.

### Exploration et reproduction

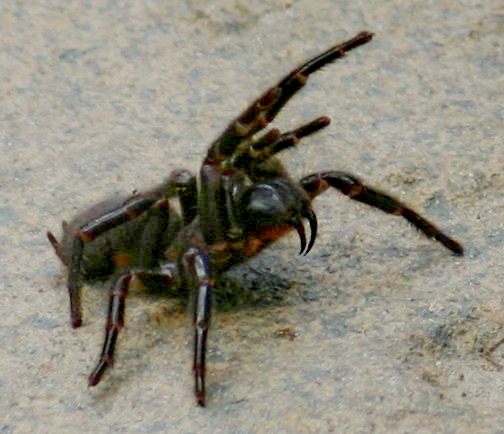
Femelle Atrax robustus en posture défensive, prête à l'attaque. de Gosford.

Les femelles restent dans ou autour de leur terrier. Elles n'explorent de nouveaux territoires pour un nouveau terrier que sous la pression de prédateurs ou le manque de proies. Les principaux prédateurs d'Atrax robustus sont les gros reptiles, les oiseaux, et des marsupiaux terrestres ou arboricoles.
Comme les autres araignées, Atrax robustus a une perception visuelle, chimique (odorat), et mécanique (contact, vibrations, mouvements de l'air…) pour détecter proies et prédateurs. Selon les situations, elle peut adopter un comportement de fuite ou de soumission, ou de défense agressive. Ce comportement peut être modulé par le niveau de la menace. En défense agressive, Atrax robustus soulève sa première paire de pattes et articule ses chélicères, puis en posture d'attaque elle expulse du venin sur ses chélicères, tout contact physique déclenchant la morsure.
La morsure sur l'homme est le fait des mâles qui se déplacent à la recherche de partenaires lors de la période de reproduction. Ils peuvent alors entrer dans des habitations (banlieue de Sydney), se cacher dans les placards (vêtements, chaussures…), en infligeant des morsures réflexes dès qu'ils sont dérangés.
En période de reproduction, si la femelle est à jeun, elle peut dévorer le mâle dès la phase précopulatoire. Lors de l'accouplement, le mâle utilise sa deuxième paire de pattes pour bloquer les fémurs de la femelle, et il applique sa première paire de pattes sur les chélicères et les pédipalpes de la femelle pour la soulever en arrière.

## Venin
Atrax robustus est considérée comme l'espèce d'araignée la plus dangereuse pour l'homme, en raison de la puissance de son venin, de son agressivité et de sa relative proximité (zones péri-urbaines de Sydney). La toxicité de son venin n'est dépassée que par celle de Hadronyche formidabilis, autre araignée australienne mais arboricole, vivant en zone forestière et qui présente moins de risques de rencontre.
La production de venin représente un coût énergétique, et l'araignée module son utilisation de façon économique selon les situations (niveau de la menace, absence d'échappatoire…). La plupart des morsures sont dites « sèches » (non venimeuses).

### Composition

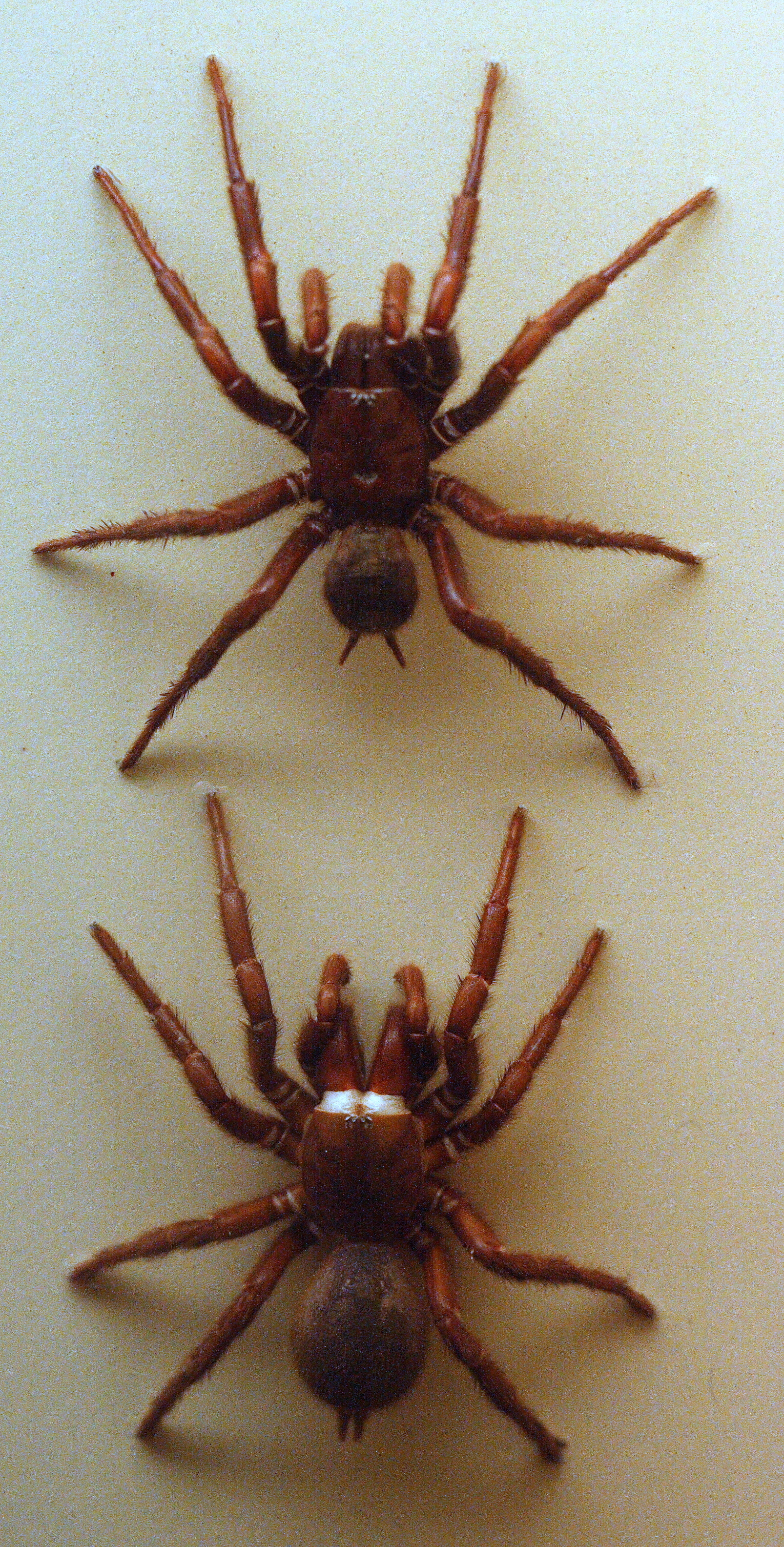
Atrax robustus le mâle en haut et la femelle en bas

Le venin du mâle est cinq à six fois plus toxique que celui de la femelle. De plus, ce qui le rend encore plus dangereux, le mâle est nomade en période de reproduction, à la recherche de femelle pour s'accoupler.
Le venin des araignées à toile-entonnoir est un ensemble complexe de plusieurs milliers de peptides différents. Le composant principal du venin d'Atrax robustus est une Delta hexatoxine (en) (δ-HXTX-Ar1a) ou delta-atracotoxine (δ-ACTX-Ar1), anciennement appelée robustoxine , un peptide neurotoxique très actif sur les primates,.
Cette δ-hexatoxine est une petite protéine (masse moléculaire relative=4200) composée de 42 acides aminés, avec quatre ponts disulfures et la particularité unique de présenter une suite de trois cystéines consécutives (triplet Cys en position 14-16),.
Cette toxine ne se trouve que dans le venin des mâles. Elle agit par stimulation de la libération d'acétylcholine au niveau de la plaque motrice, avec blocage au niveau des canaux sodiques.
Une autre toxine importante, qui se trouve dans le venin des deux sexes et d'autres araignées à toile-entonnoir, est l'Omega hexatoxine (en) (ω-HXTX) qui bloque le canal calcique des insectes mais pas des autres animaux, ce qui fait envisager des biopesticides potentiels.

### Énigme évolutive
Les araignées à toile-entonnoir ont divergé de leurs ancêtres, il y a 150 à 200 millions d'années. Les études de phylogénétique moléculaire indiquent que les δ-hexatoxines, en dépit de cette origine très ancienne, ont relativement peu évolué. Il n'y a pas de primates en Australie, et la première présence humaine remonte à 65 000 ans. Se pose alors le problème de l'extrême toxicité de ce venin d'araignée mâle pour les primates qui n'étaient ni des proies, ni des prédateurs.
La fonction écologique de la δ-hexatoxine du venin d'Atrax robustus serait essentiellement défensive. Sa présence chez les mâles, et non chez les femelles, s'expliquerait par le fait que le mâle en se déplaçant est plus exposé aux prédateurs vertébrés comme les bandicoots, les oiseaux et les gros reptiles. Son venin aurait divergé de celui des femelles, évoluant à partir d'un venin « insecticide offensif » pour paralyser et tuer des proies vers un venin « anti-vertébré défensif » infligeant une douleur à ses prédateurs. Le fait que ce venin soit aussi potentiellement mortel pour l'humain serait une « malheureuse coïncidence évolutive ».

### Envenimation (atraxisme)

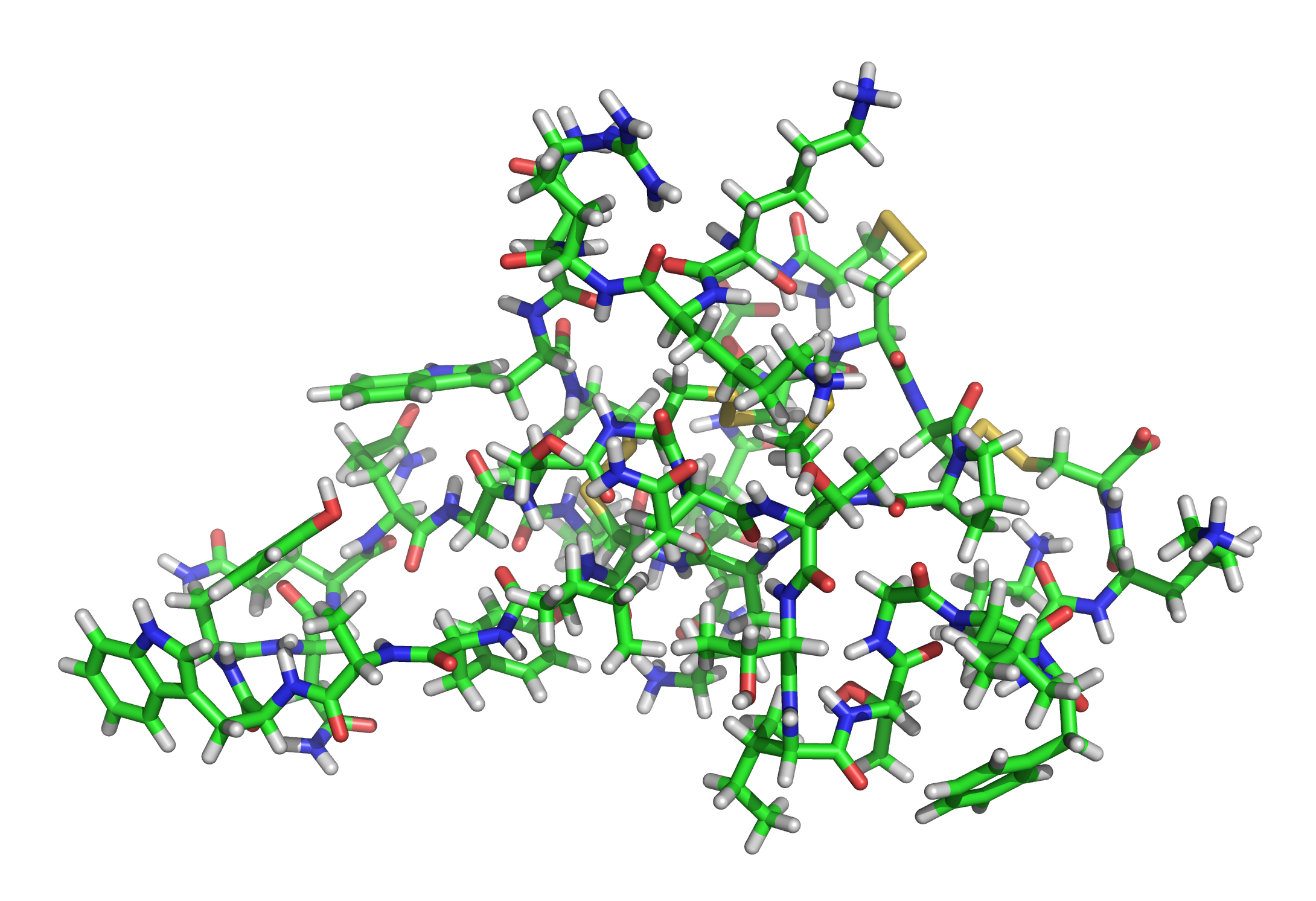
Modèle 3D de δ-atracotoxine ou δ-hexatoxine, cause principale de l'envenimation par Atrax robustus.

Chez l'homme, on estime que 10 à 15 % des morsures par Atrax robustus sont venimeuses, mais la règle est de considérer comme venimeuse toute morsure du genre Atrax (araignées à toile-entonnoir), du fait du risque mortel potentiel.
La morsure est très douloureuse, voire syncopale. Le syndrome d'envenimation survient rapidement, le plus souvent dans les deux heures (temps moyen une demi-heure). Les premiers symptômes sont une paresthésie faciale, nausées et vomissements, sueurs abondantes, hypersalivation, et souffle court. Le patient est agité, puis confus et enfin comateux. La mort peut survenir en 15 minutes (petit enfant) jusqu'à 3 jours, par œdème pulmonaire ou choc circulatoire.
La conduite à tenir consiste à laver la zone de la morsure à l'eau savonneuse, puis appliquer un bandage compressif d'immobilisation (en), et envoyer rapidement la victime aux urgences. Chaque hôpital australien de la région de Sydney dispose en principe d'une ou deux doses d'antivenin FWSAV (pour Funnel-Web Spider Anti-Venom).
Cet antivenin FSWAV a été créé en Australie en 1981, à base d'anticorps de lapins, ceux-ci n'étant pas réactifs aux morsures de l'Atrax robustus. Efficace (depuis 1981, un seul décès en Australie en 2005, probablement lié au retard de traitement), il doit être injecté dès l'apparition des premiers signes généraux d'envenimation. De juin 2004 à décembre 2022, 47 cas ont été traités par antivenin.
Avant cet antivenin, de 1927 à 1980, au moins 14 décès ont été causés en Australie par Atrax robustus.

## Systématique et taxinomie
Cette espèce a été décrite par Pickard-Cambridge en 1877.
C"est l'espèce type du genre Atrax.
Euctimena tibialis a été placée en synonymie par Musgrave en 1927.
Poikilomorphia montana, placée en synonymie par Gray en 1978, a été relevée de synonymie par Loria, Frank, Dupérré, Smith, Jones, Buzatto et Harms en 2025.

## Mesures de conservation
En Australie, les araignées à toile-entonnoir ne sont pas considérées comme des espèces protégées, bien qu'elles soient à risque d'extinction par la perte de leurs micro-habitats (urbanisation et fragmentation des paysages).
En France, l'élevage et l'importation à destination de particuliers sont prohibés.

## Dans la culture populaire
Dans le film Crocodile Dundee, le héros évoque Atrax robustus sous la dénomination d'araignée trompe-potence.

## Publication originale
- Pickard-Cambridge, 1877 : « On some new genera and species of Araneidea. » The Annals and Magazine of Natural History, sér. 4, vol. 19, p. 26-39 (texte intégral).